# Mehdi Taremi
Mehdi Taremi (en persa: مهدی طارمی‎; Bushehr, Bushehr, 18 de julio de 1992) es un futbolista iraní que juega de delantero en el Inter de Milán de la Serie A.

## Trayectoria

### Carrera temprana
Comenzó su carrera en la Academia Bargh Bushehr antes de irse a las inferiores del Iranjavan.

### Shahin Bushehr
Se unió a Shahin Bushehr en el verano de 2010. Jugó 7 partidos y anotó un gol en todas las competiciones. En el invierno de 2012, fue puesto en libertad por el Shahin Bushehr para pasar su periodo de servicio militar obligatorio en un club militar, pero no pudo unirse a un club y se vio obligado a pasar su periodo de servicio militar obligatorio en una guarnición habitual.

### Iranjavan
Se incorporó a Iranjavan en el verano de 2013 y firmó un contrato de dos años hasta el final de la temporada 2014-15, jugando los encuentros con el dorsal número 9. Taremi anotó 12 veces en 22 partidos en la temporada Liga Azadegan 2013-14, y se convirtió en el segundo goleador de la temporada, después de Mokhtar Jomehzadeh.

### Persepolis
Después de convertirse en máximo goleador de la Liga Azadegan, Taremi tuvo ofertas de muchos equipos, y se unió al Persepolis en el verano de 2014, firmando un contrato de dos años hasta de junio de 2016.

#### 2014-15
Anotó su primer gol para el club el 15 de agosto de 2015 en una victoria 1-0 sobre el  Zob Ahan. Hizo su debut en empate l 1-1 ante el  Naft Teherán, como un sustituto de Reza Norouzi en el minuto 90. En 8 de abril de 2015, Taremi anotó un gol de penal, para que el Persépolis ganara 1-0 en la Liga de Campeones de la AFC sobre el club de Arabia Saudita Al Nassr. Él anotó muchos goles y dio varias asistencias de calidad para ganar el premio al mejor goleador de la Iran Pro League a finales de la temporada 2014-15.

#### 2015-16

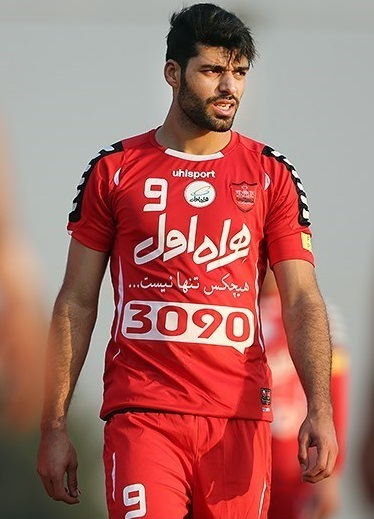

Taremi faltó la primera semana de la temporada debido a la suspensión, pero en su primer juego de regreso fue el 6 de agosto de 2015, anotando en la derrota de 2-1 frente al Esteghlal Khuzestan. Las buenas actuaciones de Taremi en el mes de agosto le valieron al jugador Navad del mes, según lo votado por los fanáticos.  El 18 de diciembre de que 2015 Taremi anotó contra Rah Ahan en Persépolis victoria por 2-0. Terminó la primera mitad de la temporada como máximo goleador con 9 goles en 12 juegos.
El 12 de abril de 2016, Taremi estuvo en conversaciones para ampliar su contrato hasta el final de la temporada 2017-18. pero finalmente decidió no renovar su contrato. El 15 de abril de 2016, anotó en la histórica victoria 4-2 sobre el Esteghlal en el derby de Teherán.

#### 2025
En julio de 2025, Botafogo presentó una propuesta de contrato de dos años y medio para Mehdi Taremi, entonces en el Internazionale. El iraní, sin embargo, rechazó la oferta para negociar con clubes de la Premier League.

## Selección nacional
Hizo su debut contra la selección de Uzbekistán en un partido amistoso el 11 de junio de 2015. También entró como un sustituto en la segunda mitad en un partido de clasificación a la Copa Mundial, contra la selección de Turkmenistán el 16 de junio de 2015.
En 3 de septiembre de 2015 anotó su primer gol en la mayor, en el triunfo ante la selección de Guam, por marcador de 6-0, por la clasificación para la Copa Mundial Rusia 2018.

### Participaciones en Copas del Mundo
| Copa              | Sede  | Resultado      | Partidos | Goles |
| ----------------- | ----- | -------------- | -------- | ----- |
| Copa Mundial 2018 | Rusia | Fase de grupos | 3        | 0     |
| Copa Mundial 2022 | Catar | Fase de grupos | 3        | 2     |

## Estadísticas

### Clubes
Actualizado al último partido disputado el 23 de mayo de 2025.
| Club                      | Div.          | Temporada     | Liga  | Liga  | Copas nacionales | Copas nacionales | Copas internacionales | Copas internacionales | Total | Total |
| Club                      | Div.          | Temporada     | Part. | Goles | Part.            | Goles            | Part.                 | Goles                 | Part. | Goles |
| ------------------------- | ------------- | ------------- | ----- | ----- | ---------------- | ---------------- | --------------------- | --------------------- | ----- | ----- |
| Shahin Bushehr F. C. Irán | 1.ª           | 2010-11       | 6     | 1     | 0                | 0                | —                     | —                     | 6     | 1     |
| Shahin Bushehr F. C. Irán | 1.ª           | 2011-12       | 2     | 0     | 0                | 0                | —                     | —                     | 2     | 0     |
| Shahin Bushehr F. C. Irán | Total club    | Total club    | 8     | 1     | 0                | 0                | 0                     | 0                     | 8     | 1     |
| FC Iranjavan Bushehr Irán | 2.ª           | 2012-13       | 0     | 0     | 0                | 0                | —                     | —                     | 0     | 0     |
| FC Iranjavan Bushehr Irán | 2.ª           | 2013-14       | 22    | 12    | 0                | 0                | —                     | —                     | 22    | 12    |
| FC Iranjavan Bushehr Irán | Total club    | Total club    | 22    | 12    | 0                | 0                | 0                     | 0                     | 22    | 12    |
| Persepolis F. C. Irán     | 1.ª           | 2014-15       | 26    | 7     | 4                | 0                | 8                     | 1                     | 38    | 8     |
| Persepolis F. C. Irán     | 1.ª           | 2015-16       | 25    | 16    | 2                | 2                | —                     | —                     | 27    | 18    |
| Persepolis F. C. Irán     | 1.ª           | 2016-17       | 29    | 18    | 0                | 0                | 8                     | 6                     | 37    | 24    |
| Persepolis F. C. Irán     | 1.ª           | 2017-18       | 7     | 4     | 1                | 0                | 2                     | 1                     | 10    | 5     |
| Persepolis F. C. Irán     | Total club    | Total club    | 87    | 45    | 7                | 2                | 18                    | 8                     | 112   | 55    |
| Al-Gharafa S. C. Catar    | 1.ª           | 2017-18       | 8     | 5     | 3                | 1                | 7                     | 5                     | 18    | 11    |
| Al-Gharafa S. C. Catar    | 1.ª           | 2018-19       | 22    | 8     | 2                | 2                | 1                     | 1                     | 25    | 11    |
| Al-Gharafa S. C. Catar    | Total club    | Total club    | 30    | 13    | 5                | 3                | 8                     | 6                     | 43    | 22    |
| Rio Ave F. C. Portugal    | 1.ª           | 2019-20       | 30    | 18    | 7                | 3                | —                     | —                     | 37    | 21    |
| Rio Ave F. C. Portugal    | Total club    | Total club    | 30    | 18    | 7                | 3                | 0                     | 0                     | 37    | 21    |
| F. C. Porto Portugal      | 1.ª           | 2020-21       | 34    | 16    | 8                | 5                | 6                     | 2                     | 48    | 23    |
| F. C. Porto Portugal      | 1.ª           | 2021-22       | 32    | 20    | 7                | 4                | 9                     | 2                     | 48    | 26    |
| F. C. Porto Portugal      | 1.ª           | 2022-23       | 33    | 22    | 11               | 4                | 7                     | 5                     | 51    | 31    |
| F. C. Porto Portugal      | 1.ª           | 2023-24       | 23    | 6     | 5                | 3                | 7                     | 2                     | 35    | 11    |
| F. C. Porto Portugal      | Total club    | Total club    | 122   | 64    | 31               | 16               | 29                    | 11                    | 182   | 91    |
| Inter de Milán · Italia   | 1.ª           | 2024-25       | 26    | 1     | 5                | 1                | 12                    | 1                     | 43    | 3     |
| Inter de Milán · Italia   | Total club    | Total club    | 26    | 1     | 5                | 1                | 12                    | 1                     | 43    | 3     |
| Total carrera             | Total carrera | Total carrera | 325   | 154   | 55               | 25               | 67                    | 26                    | 447   | 205   |

## Palmarés

### Títulos nacionales
| Título                         | Club             | País     | Año  |
| ------------------------------ | ---------------- | -------- | ---- |
| Iran Pro League                | Persepolis F. C. | Irán     | 2017 |
| Supercopa de Irán              | Persepolis F. C. | Irán     | 2017 |
| Copa de las Estrellas de Catar | Al-Gharafa S. C. | Catar    | 2019 |
| Supercopa de Portugal          | F. C. Porto      | Portugal | 2020 |
| Primeira Liga                  | F. C. Porto      | Portugal | 2022 |
| Copa de Portugal               | F. C. Porto      | Portugal | 2022 |
| Supercopa de Portugal          | F. C. Porto      | Portugal | 2022 |
| Copa de la Liga de Portugal    | F. C. Porto      | Portugal | 2023 |
| Copa de Portugal               | F. C. Porto      | Portugal | 2023 |
| Copa de Portugal               | F. C. Porto      | Portugal | 2024 |

### Individual
- Máximo goleador de la Iran Pro League: 2014-15, 2015-16
- Once ideal de la Iran Pro League: 2014-15, 2015-16
- JMV de la 2015-16
- Parte de los 100 mejores jugadores del mundo del 2022, según The Guardian[13]